# Islamisk Trossamfund
Det Islamiske Trossamfund er en frivillig muslimsk forening, hvis mål er at etablere et fællesskab for skandinaviske muslimer, som tilbyder basale religiøse tjenester på tværs af Skandinavien. Foreningen har hjemsted i Hovedstadsområdet og kan samle op mod 25.000 deltagere til bl.a. den årlige Eid-festival. Trossamfundet driver Tauba-moskeen i København NV.
Foreningen har flere gange optrådt i de danske medier og har bl.a. deltaget aktivt i debatten om Muhammed-tegningerne, som Jyllands-Posten publicerede i efteråret 2005. I den forbindelse sagsøgte trossamfundet i 2006 Dansk Folkepartis formand, Pia Kjærsgaard, for injurier, fordi hun i sit ugebrev havde erklæret, at trossamfundets aktiviteter kunne sammenlignes med landsforræderi. Kjærsgaard blev frifundet, og Islamisk Trossamfund skulle betale sagsomkostningerne på 40.000 kr.
Det Islamiske Trossamfunds ungdomsorganisation inviterede i 2011 hadprædikanten Bilal Philips, der har anbefalet pisk til utro kvinder og opfordret til drab på jøder, homoseksuelle og frafaldne muslimer, til at holde en tale på Nørrebro. Trossamfundet udmeldte senere samme år, at de fortød at invitere Phillips.